# Nadine Bellurot
Nadine Bellurot, née le 5 avril 1965 à La Châtre, est une femme politique française. Elle est élue sénatrice de l'Indre le 27 septembre 2020.

## Biographie
Inspectrice générale de l'administration du développement durable (IGADD) de profession, elle devient maire de Reuilly en 2014. L'année suivante, elle est élue conseillère départementale du canton de Levroux et devient vice-présidente du conseil départemental de l'Indre. Elle est par ailleurs membre de la Commission d'accès aux documents administratifs (CADA) depuis 2015.
En 2020, elle est élue sénatrice, et démissionne de ses mandats de vice-présidente et de maire, conformément à la loi sur le cumul des mandats